# Kathy Whitworth
Kathrynne (Kathy) Ann Whitworth, född 27 september 1939 i Monahans, Texas, död 24 december 2022 i Flower Mound, Texas, var en amerikansk professionell golfspelare. Under sin karriär vann hon 88 tävlingar på LPGA-touren vilket ingen annan spelare har klarat av varken på LPGA- eller PGA-touren.
Whitworth började att spela golf vid 15 års ålder och blev professionell 19 år gammal. Hon blev medlem på LPGA-touren 1958 och det dröjde till 1962 innan hon vann sin första proffstävling. Efter det vann hon fler tourtävlingar än någon annan kvinnlig eller manlig golfspelare. Hennes bästa år var 1968 då hon vann 10 tävlingar. Hon vann sin sista tävling 46 år gammal 1985.
Hon är den spelare på LPGA-touren som har fått flest utmärkelser. Kathy Withworth blev den andra kvinnan att nå 50 segrar på LPGA-touren, efter Mickey Wright. Hon vann penningligan åtta gånger 1965–1973, Vare Trophy sju gånger 1965–1972 och utsågs sju gånger till årets spelare 1966–1973.
Whitworth var ordförande i LPGA 1989 och kapten för USA:s lag i Solheim Cup 1990 och 1992.
Hon blev tillsammans med Mickey Wright de första kvinnor som deltog i en PGA-sanktionerad lagtävling för herrar.

## Meriter

### Majorsegrar
- 1965 Titleholders Championship
- 1966 Titleholders Championship
- 1967 LPGA Championship, Western Open
- 1971 LPGA Championship
- 1975 LPGA Championship

### LPGA-segrar
- 1962 Kelly Girls Open, Phoenix Thunderbird Open
- 1963 Carvel Ladies Open, Wolverine Open, Milwaukee Jaycee Open, Ogden Ladies' Open, Spokane Women's Open, Hillside Open, San Antonio Civitan Open, Mary Mills Mississippi Gulf Coast Invitational
- 1964 San Antonio Civitan Open
- 1965 St. Petersburg Open, Shreveport Kiwanis Invitational, Blue Grass Invitational, Lady Carling Midwest Open, Yankee Open, Buckeye Savings Invitational, Mickey Wright Invitational
- 1966 Tall City Open, Clayton Federal Invitational, Milwaukee Jaycee Open, Supertest Ladies Open, Lady Carling Open (Sutton), Lady Carling Open (Baltimore), Las Cruces Ladies Open, Amarillo Ladies' Open
- 1967 Venice Ladies Open, Raleigh Ladies Invitational, St. Louis Women's Invitational, Lady Carling Open (Columbus), Ladies' Los Angeles Open, Alamo Ladies' Open
- 1968 St. Petersburg Orange Blossom Open, Dallas Civitan Open, Lady Carling Open, Gino Paoli Open, Holiday Inn Classic, Kings River Open, River Plantation Invitational, Canyon Ladies Classic, Pensacola Ladies' Invitational, Louise Suggs Invitational
- 1969 Orange Blossom Open, Port Charlotte Invitational, Port Malabar Invitational, Lady Carling Open, Patty Berg Classic, Wendell-West Open, River Plantation Women's Open
- 1970 Orange Blossom Classic, Quality Chek'd Classic
- 1971 Raleigh Golf Classic, Suzuki Golf Internationale, Lady Carling Open
- 1972 Alamo Ladies Open, Raleigh Golf Classic, Knoxville Ladies Classic, Southgate Ladies Open, Portland Ladies Classic
- 1973 Naples-Lely Classic, S&H Green Stamp Classic, Dallas Civitan Open, Southgate Ladies Open, Portland Ladies Open, Waco Tribune Herald Ladies Classic, Lady Errol Classic
- 1974 Orange Blossom Classic
- 1975 Southgate Open
- 1976 Bent Tree Classic, Patty Berg Classic
- 1977 Colgate-Dinah Shore Winner's Circle, American Defender Classic, LPGA Coca-Cola Classic
- 1978 National Jewish Hospital Open
- 1981 The Coca-Cola Classic
- 1982 CPC Women's International, Lady Michelob
- 1983 Women's Kemper Open
- 1984 Rochester International, SAFECO Classic, Smirnoff Ladies Irish Open
- 1985 United Virginia Bank Classic

### Inofficiella segrar
- 1967-68 Ladies' World Series of Golf
- 1971 LPGA Four-Ball Championship (med Judy Kimball Simon)
- 1975 Colgate Triple Crown
- 1978, 1980-81 Portland PING Team Championship (med Donna Caponi)

### Utmärkelser
- 1965 Vare Trophy
- 1966 Rolex Player of the Year, Vare Trophy
- 1967 Rolex Player of the Year, Vare Trophy
- 1968 Rolex Player of the Year
- 1969 Rolex Player of the Year, Vare Trophy
- 1970 Vare Trophy
- 1971 Rolex Player of the Year, Vare Trophy
- 1972 Rolex Player of the Year, Vare Trophy
- 1973 Rolex Player of the Year
- 1982 World Golf Hall of Fame
- 1986 William and Mousie Powell Award
- 1987 Patty Berg Award